# Luta antissuperfície
Definem-se por luta antissuperfície (português europeu) ou operação de ataque ao solo (português brasileiro) o grupo de operações aéreas contra os recursos de superfície do inimigo.
Essas operações incluem:
- Interdição Aérea - Tem por finalidade destruir e neutralizar o potencial militar do inimigo
- Apoio Aéreo Ofensivo:

- Interdição aérea do campo de batalha - Operações que visam destruir alvos que estão em posição de virem a afectar as forças terrestres amigas.
- Apoio Aéreo Próximo - Acção contra alvos hostis na proximidade imediata das forças amigas.
- Reconhecimento Aéreo Táctico

- Apoio Aéreo Táctico de operações marítimas